# Infertilidade feminina
A infertilidade feminina refere-se à incapacidade de engravidar ou de permanecer grávida das mulheres. Representa cerca de 37% dos casos de infertilidade; 8% deles ocorre devido à infertilidade masculina, e 35% devido a ambos. Numa população que tenta engravidar a probabilidade é de 25% após três meses e de 85% após um ano de relações sexuais desprotegidas. Aquelas que têm infertilidade correm maior risco de outros problemas de saúde, incluindo doenças cardíacas.
As causas comuns incluem falta de ovulação (25%) devido à idade avançada, insuficiência ovariana primária (IOP), síndrome dos ovários policísticos (SOP) ou doença da tireoide; endometriose (15%); trompas de falópio bloqueadas (11%), devido a infecções sexualmente transmissíveis ou aborto inseguro; prolactina elevada (7%); distúrbios menstruais; miomas; obesidade; condições genéticas; e doenças autoimunes.   Outros fatores de risco incluem tabagismo, álcool e estresse físico ou emocional. O diagnóstico é baseado na impossibilidade de engravidar ou permanecer grávida após um ano de tentativa ou seis meses para mulheres com mais de 35 anos.
O tratamento pode incluir medicamentos, cirurgia, inseminação artificial ou tecnologias de reprodução assistida.  Os medicamentos utilizados podem incluir clomifeno, letrozol, gonadotrofina humana da menopausa (hMG), hormônio folículo-estimulante (FSH), hormônio liberador de gonadotrofina (GnRH), metformina e bromocriptina. As tecnologias de reprodução assistida incluem fertilização in vitro (FIV), injeção intracitoplasmática de espermatozóides e transferência intrafalópica de zigoto.  A fertilização in vitro também permite testes genéticos pré-implantação.
A infertilidade afeta 10 a 17% dos casais em algum momento.  É mais frequente no Sul da Ásia, África, Oriente Médio, Europa Central e Oriental e Ásia Central. Nas mulheres com menos de 35 anos de idade os índices são inferiores a 10%, enquanto naquelas de 35 a 40 anos são de 25% e nas de 40 a 44 anos são de 30%. Pode ser um estigma social ou causar problemas no relacionamento.  Uma mulher em um relacionamento pode ser culpada pela infertilidade, independentemente do problema originar dela. O tratamento pode ser caro e não estar disponível em muitos lugares do mundo.